# Greenock

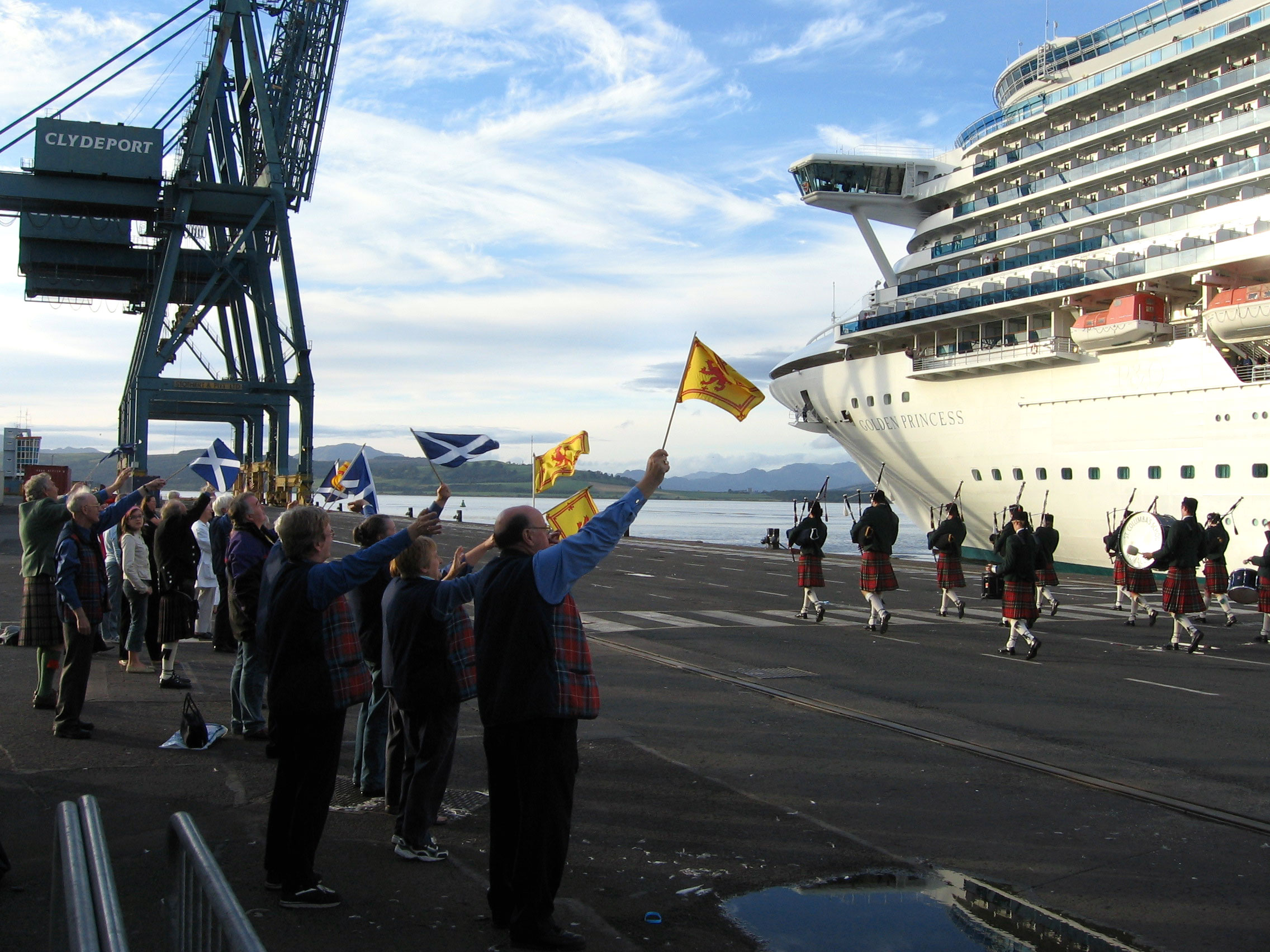
Drassanes de Greenock

Greenock és una població de l'oest d'Escòcia, forma part d'una àrea urbana contínua amb Gourock a l'oest i Port Glasgow a l'est. Greenock està en la regió de les terres baixes centrals d'Escòcia.
En el cens britànic del 2001 tenia 45.467 habitants presentant una notable davallada respecte als 78.000 de 1966 efecte de la crisi industrial que va patir 

## Nom
Segurament prové del gaèlic escocès "Grianaig" que significa lloc assolellat. Es considera com una etimologia popular que derivi de l'anglès "Green Oak" tot i que l'escut de la població recull aquesta tradició i hi ha una coneguda cançó popular que en fa referència.

## Història
S'hi va establir una petita vila pesquera abans de 1592. Al segle xvii s'hi establí un port participant en un dissortat viatge al Panamà. Després de la unió de 1707 d'Escòcia amb Anglaterra, el port de Greenock va passar a ser el principal de la costa oest i comercià amb Amèrica important principalmentt sucre del Carib.

## Segona Guerra Mundial
Greenock patí els atacs del raid alemany conegut com The Blitz les nits del 6 i 7 de maig de 1941 uns 300 avions de la Luftwaffe alemanya la bombardejaren.

## Fills il·lustres
- James Watt 1736-1819, matemàtic, enginyer i inventor
- William Wallace (compositor) (1860-1940) compositor musical
- Robert Murchie (flautista), 1884 - 1949.